# Comuna de Rudka
Rudka (polaco: Gmina Rudka) é uma gminy (comuna) na Polónia, na voivodia de Podláquia e no condado de Bielsk. A sede do condado é a cidade de Rudka.
De acordo com os censos de 2004, a comuna tem 2327 habitantes, com uma densidade 33,1 hab/km².

## Área
Estende-se por uma área de 70,21 km², incluindo:
- área agricola: 51%
- área florestal: 42%

## Demografia
Dados de 30 de Junho 2004:
|                      | Total   | Total | Mulheres | Mulheres | Homens  | Homens |
| -------------------- | ------- | ----- | -------- | -------- | ------- | ------ |
|                      | pessoas | %     | pessoas  | %        | pessoas | %      |
| População            | 2327    | 100   | 1163     | 50       | 1164    | 50     |
| Densidade (pop./km²) | 33,1    | 100   | 16,6     | 16,6     | 16,6    | 16,6   |

De acordo com dados de 2002, o rendimento médio per capita ascendia a 1485,38 zł.

## Comunas vizinhas
- Brańsk, Brańsk, Ciechanowiec, Grodzisk, Klukowo